# Rinn
Rinn is een gemeente in het district Innsbruck Land van de Oostenrijkse deelstaat Tirol.
Rinn ligt op een middelgebergteterras ten zuidoosten van Innsbruck. De gemeente bestaat uit het hoofddorp Rinn en enkele andere nederzettingen, waaronder Judenstein.
De gemeentenaam duikt in 1250 voor het eerst als Runne op, wat zoiets als waterleiding betekent. In 1670 wordt de bedevaartskerk Judenstein gebouwd. Het verhaal gaat dat Anderl von Rinn (Andreas) hier in 1462 door Joden ritueel zou zijn vermoord. Een voorbeeld van een anti-joods bloedsprookje . Het kind werd als kleine martelaar vereerd. In 1754 verleende paus Benedictus XIV nog een volle aflaat aan allen die de kerk en de relikwieën kwamen vereren. In 1785 veroordeelde de H. Stoel eindelijk en officieel de cultus van dit soort rituele zogenaamde kindermoorden en bevestigde nogmaals de onjuistheid van alle beschuldigingen van deze aard. Maar zelfs nadat paus Johannes XXIII in 1961 had geboden alle relikwieën te verwijderen ging men door. Pas in 1994 heeft de toenmalige bisschop Reinhold Stecher de officiële bedevaart opgeheven. Tegenwoordig is Judenstein echter nog steeds een soort bedevaartsoord met een algemeen monument voor misbruikte kinderen en jongeren, waarvoor een gedenkplaat in de kerk is aangebracht.
De landbouw speelt in Rinn nog steeds een belangrijke rol. Omdat er geen grote bedrijven of grote toeristische ontwikkeling in het dorp te vinden zijn, is het een geliefde woongemeente voor forensen die in Innsbruck werkzaam zijn.